# ماگنوس چهارم (نروژ)
ماگنوس چهارم نروژ (انگلیسی: Magnus IV of Norway؛ ۱۱۱۵ – ۱۲ نوامبر ۱۱۳۹) یک پادشاه نروژ اهل نروژ بود.